# Tatort: Taxi nach Leipzig (2016)
Taxi nach Leipzig ist die 1000. Folge der Fernsehreihe Tatort. Es handelt sich hierbei um eine Crossover-Folge der Kommissare Charlotte Lindholm und Klaus Borowski. In Gastrollen wirken die früheren Tatort-Darsteller Hans Peter Hallwachs als Oberleutnant a. D. Peter Klaus, Günter Lamprecht als Franz Markowitz (ehemaliger Kommissar in Berlin) und Karin Anselm als Kommissarin a. D. Hanne Wiegand mit.

## Handlung
Kriminalhauptkommissarin Charlotte Lindholm vom Landeskriminalamt Niedersachsen und Kriminalhauptkommissar Klaus Borowski von der Polizei Schleswig-Holstein, Kripo Kiel, besuchen ein Seminar in der Nähe von Braunschweig, auf dem sie sich erstmals begegnen. Borowski ist genervt, weil ihn sein Kollege Sören Affeld wiederholt bezüglich einer kürzlich zu Ungunsten von Affeld getroffenen Personalentscheidung anspricht und weil er zudem nichts zu essen bekommt. Lindholm will nach Ende der Tagung schnellstmöglich zurück nach Hannover fahren. Da der Bus, der alle Tagungsteilnehmer vom Tagungsort abholen soll, erst in zwei Stunden fährt, verlassen Borowski, Affeld und Lindholm den Tagungsort und teilen sich ein zufällig vorbeikommendes Taxi, das sie zum Bahnhof bringen soll.
Das Taxi wird von Rainald Klapproth gesteuert, einem traumatisierten ehemaligen Soldaten und Angehörigen eines Spezialeinsatzkommandos in Afghanistan, der gerade erfahren hat, dass seine ehemalige Freundin Nicki, die sich wegen seines Traumas von ihm getrennt hatte, am darauffolgenden Tag seinen ehemaligen vorgesetzten Offizier heiraten will. Lindholm und Borowski nehmen auf der Rückbank des Taxis Platz, Affeld auf dem Beifahrersitz. Affeld fordert wiederholt, dass sich Klapproth doch bitte anschnallen möge. Als er nach Klapproths Sicherheitsgurt greifen will, bricht Klapproth Affeld im Affekt das Genick. Mithilfe einer Schusswaffe nimmt Klapproth Lindholm und Borowski als Geiseln und verstaut den toten Affeld im Kofferraum des Taxis. Dann begibt er sich mitsamt seiner Geiseln auf den Weg nach Leipzig, um mit Nicki zu sprechen und sie darüber aufzuklären, dass ihr künftiger Ehemann in Afghanistan durch von ihm gegebene Fehlinformationen den Tod von Zivilisten zu verantworten hat, eine Tat, die für Klapproths Trauma ursächlich ist.
Lindholm und Borowski gelingt in Sachsen-Anhalt die Flucht, nachdem Borowski Klapproth zunächst Kekskrümel in die Augen streut und danach durch plötzliches Ziehen der Handbremse einen Unfall des Fahrzeugs auslöst. Sie verstecken sich in der Scheune einer menschenleeren Naturschutzstation, nachdem ihnen im Wald Wölfe begegnet sind. Da Borowski, um Zugang zum Wagen zu bekommen, beim Eintreten der Scheibe die Alarmanlage eines in der Scheune abgestellten Volvo ausgelöst hat, werden die beiden unbewaffneten Polizisten von Klapproth gefunden und erneut als Geiseln genommen. Die drei setzen die Fahrt nach Leipzig in dem Volvo fort und erreichen Nickis Haus, vor dem ihr künftiger Mann einen Mitarbeiter seines Sicherheitsdienstes postiert hat, der allerdings beim Eintreffen Klapproths in seinem Wagen eingeschlafen ist.
Lindholm und Borowski handeln mit Klapproth aus, dass sich dieser ergibt, wenn Lindholm Nicki aus dem Haus zum Wagen bringt und er Gelegenheit hat, mit ihr zu sprechen. Mit ihrem Dienstausweis stellt sich Lindholm bei Nicki vor und es gelingt ihr, dass Nicki mit zum Wagen kommt. Dort sagt ihr Klapproth, dass er sie liebt, und ergibt sich den Polizisten. Nicki ist auf dem Rückweg zum Haus, kehrt aber nochmals zu Klapproth zurück. Der inzwischen aufgewachte Sicherheitsmann greift auf telefonische Anweisung seines Vorgesetzten ein und zielt mit seiner Waffe auf Klapproth. Sein Schuss trifft jedoch Nicki tödlich.
Lindholm und Borowski kehren nach den Ereignissen in Leipzig nach Braunschweig zurück und besuchen gemeinsam den zweiten Teil ihres Seminars.

## Produktion, Hintergrund
Taxi nach Leipzig wurde vom 12. November 2015 bis 18. Dezember 2015 in Braunschweig und Berlin gedreht.
Die erste Folge der Tatort-Reihe von 1970 heißt ebenfalls Taxi nach Leipzig. Schon damals spielte Hans Peter Hallwachs den Oberleutnant Peter Klaus, noch bei der Volkspolizei der DDR.
Karin Anselm war als Hanne Wiegand die zweite Kommissarin beim Tatort nach Kommissarin Buchmüller. Günter Lamprecht spielte den Kommissar Franz Markowitz von 1991 bis 1995. Außerdem wirkte er ebenfalls bereits in der Premierenfolge mit – damals spielte er einen Volkspolizeioffizier. In einem Cameo-Auftritt ist zudem der Drehbuch-Co-Autor von 1970, Friedhelm Werremeier, als verächtlich blickender alter Mann zu sehen.

## Rezeption

### Einschaltquoten
Die Erstausstrahlung von Taxi nach Leipzig am 13. November 2016 wurde in Deutschland von 11,46 Millionen Zuschauern gesehen und erreichte einen Marktanteil von 30,3 % für Das Erste. In der Schweiz wurde der Tatort auf SRF 1 von 457.000 Zuschauern geschaut und erreichte einen Marktanteil von 21,6 %.

### Kritiken
„Gruppentherapie auf der ehemaligen deutsch-deutschen Transitstrecke: ‚Taxi nach Leipzig‘ ist eine aufregende und doch unangestrengte Verbeugung vor dem ersten ‚Tatort‘ aus dem Jahr 1970, der den gleichen Titel trug. […] Klar, ein bisschen Anerkennung muss an einem solchen Tag auch mal sein. Also: Glückwunsch, ihr Luschen!“

„Alexander Adolph […] hat aus der Situation im Auto ein spannendes, manchmal skurriles Kammerspiel inszeniert, einige Liebesgrüße an Quentin Tarantino untergebracht und ein paar unvermeidliche Wölfe. Und wenn man innerhalb weniger Tage beide Filme mit dem Titel ‚Taxi nach Leipzig‘ ansieht, wird schon sehr deutlich, dass im Laufe der Jahre nicht alles nur schlechter geworden ist.“